# 여왕의 조건

《여왕의 조건》은 2005년 5월 16일부터 같은 해 10월 8일까지 방영되었던 SBS 아침연속극이었다.

## 기획 의도
이혼 후 다시 일어선 한 여성의 성공을 통쾌하게 그린 드라마

## 등장 인물

### 주요 인물
- 김미숙(오영주 여사) : 39세. 대한민국 대표 아줌마. 고졸 출신. 결혼 10년 차 전업주부. 박초롱 이모. 남편의 배신으로 이혼을 당한 후 알바를 전전하다 유기농 야채로 재기에 성공한다.
- 김병세(한성우) : 37세. 오영주 남편. 박초롱 이모부. 대형 유통업체 사주의 사위이자 본사 구매팀장. 냉정하고 이지적이나 속마음은 따뜻하다. 파출부 영주하고고 사랑에 빠진다.
- 이효정(김광수) : 40세. 영주의 남편이자 유기농업체 '그린필드' 사장. 난주와 불륜에 빠져 조강지처 영주를 알몸을 내쫓지만, 결국 사랑도 돈도 모두 잃는다.
- 조미령(남난주) : 29세. 얼짱에 명품으로 휘감은 도도한 미인. 광수의 아들을 출산하며 재혼에 이르지만, 그 아들이 광수의 핏줄이 아님이 밝혀지자 파경을 맞는다.
- 이원재(박용남) : 48세. 영주의 형부이자 영순의 남편. 모범택시 기사. 이기적인 짠돌이. 꽃뱀에게 걸려 택시를 날린다.
- 권귀옥(오영순) : 49세. 영주 언니. 영주의 유일한 혈육이자 친정 부치.

### 그 외 인물
- 송희아(박초롱) : 26세. 영주 조카이자 영순 딸. 맘씨 곱고 머리 좋고 생활력 강하지만 얼꽝. 영주의 든든한 오른팔이자 아이디어 뱅크.
- 이종만(김갑생) : 60대. 영주의 시아버지. 효부 며느리 덕에 신나게 노년을 보내던 신세대 할아버지. 난주가 아들을 낳자 영주를 내쫓고 난주를 들인다.
- 최준용(남상국) : 33세. 난주의 오빠이자 '그린필드'의 기획 실장. 이기적이고 냉철한 잔머리의 귀재. 광수의 재산을 빼돌리고 광수를 이혼시킨 장본인.
- 황동주(이민규) : 29세. 한성우의 처남, 혜란의 동생. 난주의 옛 애인이자 난주 아들의 친아버지. 난주와 결혼하려 했으나 집안 반대로 헤어졌다. 영주와 같은 사무실에 근무한다.
- 이일화(이혜란) : 성우의 전 부인. 영주와 성우 사이를 방해하지만 병으로 죽는다.
- 유진수(김유리) : 8세. 광수와 영주의 사랑스러운 외동딸.
- 강산(한우주) : 8세. 성우의 아들. 영주의 도움으로 성우와 화해한다.
- 민지영 : 카메오 역

## 시청률
- AGB닐슨 미디어리서치에 따르면 첫방송 시청률 7.8%(TNS미디어코리아 조사에 따르면 11.8%)로 출발한 여왕의 조건은 꾸준한 상승세를 이어갔으며, 방송 한 달 만에 15%를 돌파하였다.[1]
- 방송 한 달 만에 전통적으로 아침드라마 1위 자리를 고수해 온 한국방송공사 TV 소설을 제쳤는데, 바람꽃을 역전하여 아침드라마 시청률 1위를 기록하였다.[2]
- 2005년 9월 21일에는 자체 최고 시청률 21.3%를 기록하였다.[3] TNS미디어코리아 집계의 최고 시청률은 23.8%(2005년 9월 7일 방영분)이다.

## 연장
- 2005년 9월 8일 : 여왕의 조건 방영 분량이 120부작에서 11회 연장되어 131부작으로 변경 및 확정되었다.[4]

## 수상
- 2005년 SBS 연기대상 여자 최우수 연기상 김미숙

## 참고 사항
- 극중 한성우 역을 맡았던 김병세는 해당 드라마 때문에 자사 금요드라마 <사랑공감> 캐스팅 제의[5]를 거절하였고 김병세의 빈 자리는 황인성이 채웠다.
- 불륜과 배신이 주를 이루었던 기존 아침드라마의 주된 레퍼토리에서 벗어나 싱글맘의 당당한 성공기를 다뤘다는 점에서 호평을 받았고, 높은 시청률을 기록할 수 있었다.[2]
- 저조했던 아침연속극의 새바람을 몰고 왔다는 평과 동시에, 이 드라마의 인기로 김미숙은 식품, 아기용품, 건설, 화장품 등의 CF 제의를 받았다.[6]